# Nikolaos Baltatzis-Mavrokordatos
Nikolaos Baltatzis-Mavrokordatos (griechisch Νικόλαος Μπαλτατζής-Μαυροκορδάτος; * 1897 in Athen; † im 20. Jahrhundert) war ein griechischer Wasserballspieler.

## Karriere
Baltatzis-Mavrokordatos wurde 1897 als Sohn des Politikers und späteren Außenministers Georgios Baltatzis geboren. Bei den Olympischen Spielen 1920 in Antwerpen erreichte er mit der griechischen Nationalmannschaft den sechsten Rang. Vier Jahre später folgte bei seiner zweiten Olympiateilnahme in Paris Platz zehn. Später war er Mitglied der Vereine Hellenic Nautical Club sowie Athenian Club und nahm als griechischer Delegationsleiter an den Olympischen Winterspielen 1952 teil. Außerdem war er Präsident des griechischen Ringerverbandes und als Mitglied des Hellenischen Olympischen Komitees deren Vizepräsident zwischen 1957 und 1960.
Abseits vom Sport studierte der Grieche Rechtswissenschaften in Athen und München. Später schrieb er als Journalist unter anderem zwischen 1919 und 1940 für die Zeitung Kathimerini und wurde 1936 für die People’s Party in das griechische Parlament gewählt. In den Jahren 1946 und 1947 war er griechischer Minister für Pressearbeit und anschließend stellvertretender Außenminister. 1977 kandidierte er für die Partei National Alignment erneut für das Parlament.